# انتخابات الرئاسة السلوفاكية 2004
انتخابات الرئاسة السلوفاكية 2004 هي الانتخابات الرئاسية التي جرت في 2004، في سلوفاكيا، لانتخاب رئيس سلوفاكيا، فاز بالانتخابات إيفان غاشباروفيتش.